# Canis lupus hodophilax
Il lupo di Honshū (Canis lupus hodophilax), anche detto lupo nano del Giappone (in lingua giapponese 日本狼? o ニホンオオカミ?, Nihon Ōkami) o, in Lingua ainu, shamanu, è una sottospecie estinta di lupo che, come il lupo di Hokkaidō (Canis lupus hattai, anch'esso estinto), viveva in Giappone.
Questo animale è piuttosto diverso dalla sottospecie nominale di lupo, al punto che il naturalista olandese Temminck lo classificò come specie a sé stante, col nome di Canis hodophilax.

## Aspetto
Lo shamanu era il lupo più piccolo del mondo, se di lupo si poteva parlare: misurava 84 cm senza contare la coda, simile a quella di un cane e lunga al massimo 30 cm.
L'altezza alla spalla era di soli 39 cm: anche considerando la taglia ridotta dell'animale, le zampe risultavano incredibilmente corte per trattarsi di un vero lupo, ed è infatti in base a questa caratteristica che molti studiosi preferirebbero classificare questo animale come una popolazione rinselvatichita di cane (magari incrociatasi con i lupi locali), piuttosto che come un lupo vero e proprio.
Il pelo era corto e folto, in genere di color grigio cenere, con macchie bianche, rossicce o marroni; sono stati visti però anche esemplari dal pelo biancastro, bruno e giallastro.
Le caratteristiche così peculiari di questi animali sono dovute all'evoluzione nel totale isolamento delle isole di Honshū, Hokkaidō e delle Isole Curili, dove questa specie è vissuta.

## Il "Dio Ululante" degli Ainu
Nonostante le piccole dimensioni e l'aspetto buffo, il lupo di Honshū era comunque molto temuto: gli Ainu lo chiamavano "il Dio Ululante", poiché aveva l'abitudine di ululare spesso ed a lungo al crepuscolo.
Un viaggiatore europeo di nome Henry Faulds, nel 1885, descrisse come tutte le case nel nord del Giappone avessero, oltre a un cartello che segnalasse il numero della via ed il nome della famiglia residente, anche un amuleto per tenere lontani i lupi.

## La fine del "Dio"
Nel periodo della restaurazione Meiji, il forzato sviluppo al quale il Giappone andava incontro portò alla deforestazione di ampie porzioni delle isole in cui questi animali erano diffusi, creando numerose occasioni di attrito con l'uomo; l'istituzione di una taglia (7 yen per ogni lupo, da 1878 al 1882, 10 yen dal 1888 in poi) fu un ottimo pretesto per scatenere una scia di massacri che portò all'estinzione entrambe le sottospecie di lupo presenti in Giappone, le cui condizioni erano già precarie a causa di un'estesa epidemia di rabbia.
Nel 1905, uno shamanu fu ucciso vicino a Wahikaguchi, su Honshū, e la sua pelle fu venduta ad un viaggiatore europeo, un certo N. P. Anderson. Quello fu l'ultimo esemplare che il mondo vide del Dio Ululante, cioè del lupo giapponese.